# Douglas Hartree
Douglas Rayner Hartree (* 27. März 1897 in Cambridge, England; † 12. Februar 1958 ebenda) war ein englischer Mathematiker und Physiker. Am bedeutendsten waren seine Arbeiten in der numerischen Analyse mit Anwendungen in der Atomphysik und die Entwicklung der Hartree-Fock-Methode, benannt nach D. R. Hartree, seinem Vater U. W. Hartree, und dem Sowjetphysiker W. A. Fock.

## Leben

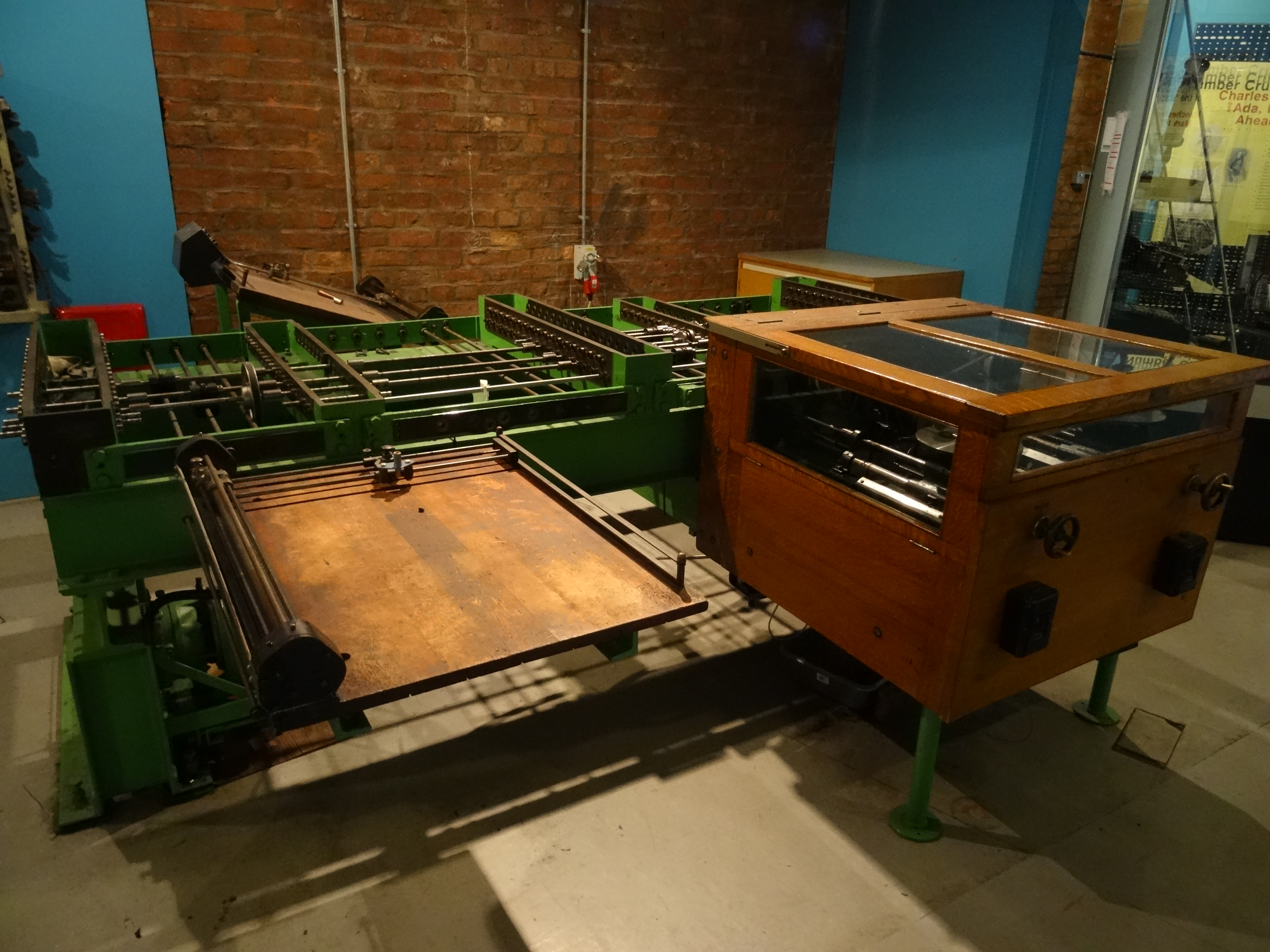
Der von Hartree entworfene Differentialanalysator im Museum of Science and Industry in Manchester.

Die Eltern von Douglas Hartree waren Eva Rayner Hartree, die als Präsidentin des National Council of Women und Bürgermeisterin von Cambridge eine wichtige Rolle im öffentlichen Leben spielte, und William Hartree, der als Ingenieur an der University of Cambridge lehrte. Douglas Hartree trat 1915 in das St. John’s College in Cambridge ein, doch der Erste Weltkrieg unterbrach sein Studium und er schloss sich einem Team an, das sich mit Flugabwehrkanonen beschäftigte. Nach dem Krieg kehrte er nach Cambridge zurück und machte 1921 seinen Abschluss. 1926 promovierte er bei Ernest Rutherford an der Universität Cambridge. 1929 wurde er Professor an der University of Manchester.  1932 wurde er zum Fellow der Royal Society gewählt.  Neben seinen Arbeiten in der numerischen Analyse mit Anwendungen in der Atomphysik (Multi-configuration Time-dependent Hartree) und der Entwicklung der Hartree-Fock-Methode entwickelte er auch Methoden, wie man mit ENIAC die Flugbahnen von Geschossen berechnen konnte. 1946 kehrte er als Professor nach Cambridge zurück, wo er 1958 starb.
Während seines Studiums in Cambridge heiratete er 1923 Elaine Charlton aus Keswick. Sie hatten eine Tochter und zwei Söhne. Er hatte viele Interessen außerhalb der Mathematik, so spielte er beachtlich Klavier und leitete ein Amateur-Orchester.

## Ehrungen
- Fellow of the Royal Society (1932)
- Die Hartree-Einheit der Energie ist nach ihm benannt.
- Das Hartree Centre  in Cheshire ist nach ihm benannt.

## Schriften
- D. R. Hartree: The Wave Mechanics of an Atom with a Non-Coulomb Central Field. Part I. Theory and Methods. In: Mathematical Proceedings of the Cambridge Philosophical Society. Band 24, Nr. 1, Januar 1928, S. 89–110, doi:10.1017/S0305004100011919.
- D. R. Hartree: The Wave Mechanics of an Atom with a Non-Coulomb Central Field. Part II. Some Results and Discussion. In: Mathematical Proceedings of the Cambridge Philosophical Society. Band 24, Nr. 1, Januar 1928, S. 111–132, doi:10.1017/S0305004100011920.
- D. R. Hartree: The Wave Mechanics of an Atom with a non-Coulomb Central Field. Part III. Term Values and Intensities in Series in Optical Spectra. In: Mathematical Proceedings of the Cambridge Philosophical Society. Band 24, Nr. 3, Juli 1928, S. 426–437, doi:10.1017/S0305004100015954.
- D. R. Hartree: The Wave Mechanics of an Atom with a Non-Coulomb Central Field. Part IV. Further Results relating to Terms of the Optical Spectrum. In: Mathematical Proceedings of the Cambridge Philosophical Society. Band 25, Nr. 3, Juli 1929, S. 310–314, doi:10.1017/S0305004100014031.
- D. R. Hartree: Calculating Instruments and Machines. University of Illinois Press, Urbana 1949 (englisch).
- D. R. Hartree: Numerical Analysis. Oxford University Press, 1952 (englisch, archive.org).
- D. R. Hartree: The Calculation of Atomic Structures (= Structure of Matter Series). J. Wiley, New York, New York 1957 (englisch, archive.org).
- D. R. Hartree: Calculating Machines: Recent and prospective developments and their impact on Mathematical Physics and Calculating Instruments and Machines (= The Charles Babbage Institute reprint series for the History of Computing. Band 6). MIT Press, Cambridge MA 1984 (englisch).